# Tömpeorrú majom
A tömpeorrú majom (Simias concolor vagy Nasalis concolor) a cerkóffélék (Cercopithecidae) családján belül a karcsúmajomformák (Colobinae) alcsaládjába tartozó Simias nem egyetlen faja.

## Előfordulása
Az indonéziai Mentawi-szigetek területén honos.

## Alfajai
- Simias concolor concolor
- Simias concolor siberu

## Megjelenése
A tömpeorrú majom más néven malacfarkú langur, mert kurta farka van. Az orra tömpe. A szőre sötét színű. Testhossza 49–55 cm, testtömege pedig 7,10-8,70 kg.

## Életmódja
Egy csoportban 1 hím és 2 nőstény van. Táplálékát levelek, gyümölcsök és bogyók képezik. Természetes ellenségei a kontyos kígyászsas és a kockás piton. Fogságban 23 évig él.

## Szaporodása
A nőstény átlagosan 1 kölyköt hoz világra.

## Természetvédelmi állapota
A fakitermelés és a vadászata fenyegeti. A becslések szerint 10,000 példánya van. Az IUCN vörös listáján a kihalófélben lévő kategóriában szerepel.

## Külső hivatkozások
- Képek interneten a fajról